# Lukket hovedlæsion
Lukket hovedlæsion er en type af traumatisk hjerneskade, hvor kraniet forbliver intakt. Lukkede hovedskader er den førende dødsårsag hos børn under 4 år og den mest almindelige årsag til fysisk handicap og kognitiv svækkelse hos unge mennesker. Samlet set udgør lukkede hovedlæsioner og andre former for mild traumatisk hjerneskade ca. 75% af de anslåede 17 millioner hjerneskader, der forekommer årligt i USA. Hjerneskader såsom lukkede hovedlæsioner kan resultere i livslang fysisk, kognitiv eller psykisk svækkelse og er dermed en af de allerstørste bekymringer i forhold til den offentlige sundhed.